# I Don't Mind
Singles de James Brown
Baby You're Right
(1961) Just You and Me Darling
(1961)
Pistes de Live at the Apollo
Lost Someone
Pistes de My Generation
The Good's Gone
I Don't Mind est une chanson de musique soul parue en single en 1961, enregistrée originellement par James Brown.

## Caractéristiques
La chanson est calme et mélancolique. La voix de James Brown est particulièrement expressive sur ce titre, notamment sur la version en public de l'album Live at the Apollo de 1963.
Cette chanson a été reprise par plusieurs artistes, notamment par The Who sur leur premier album, My Generation, paru fin 1965.